# تيم كاين (مهندس)
تيم كاين (بالإنجليزية: Tim Cain)‏ (و. القرن 20  م) هو مهندس، ومطور ألعاب فيديو أمريكي.